# Danskebo
Danskebo är en by i västra delen av Härnevi socken i norra delen av Enköpings kommun, Uppland.
Danskebo omtalas i dokument första gången 1509 ("i Danskeboda", 1538 "Danskaboda"), då Bengt Pedersson i Högstena, Torstuna socken, tilldömdes 8 penningland i Danskebo. Under 1500-talet består Danskebo av ett mantal skatte, vilket redan 1539 förmedlades till halvt på grund av det låga jordetalet, samt ett halvt mantal tillhörigt Vårfruberga kloster. Det blev senare kyrkoutjord och brukades då av skattebonden i byn.
Byn består av enfamiljshus samt bondgårdar och är belägen vid länsväg C 804 och på Örsundaåns södra bank. Gränsen till Torstuna socken går i åns mitt.